# Composé organochloré
Un composé organochloré est un composé organique de synthèse, comportant au moins un atome de chlore et utilisé comme solvant, pesticide, insecticide, fongicide ou fluide frigorigène ou molécules intermédiaires de synthèse en chimie et pharmacie.
Les plus connus sont les pesticides (dichlorodiphényltrichloroéthane, aldrine, chlordécone, dieldrine, chlordane, heptachlore, endrine (en), mirex, toxaphène, lindane, etc.), les polychlorobiphényles et les dioxines, le sucralose.

## Composés naturels et artificiels
Les organochlorés les plus lourds, stables et complexes sont produits par l'industrie chimique ou issus de l'incinération de produits issus de cette industrie. 
Mais les organismes vivants ou des processus  naturels  en produisent aussi ; certaines dioxines sont produites par les incendies de forêt et on en a trouvé dans des cendres issues d'orages datant d'avant la production de dioxines synthétiques.
La plupart sont produits par des bactéries (qui peuvent les transmettre à l'homme, dans l'intestin notamment).
Des composés organiques chlorés naturels sont présents dans presque toutes les classes de biomolécules (alcaloïdes, des terpènes, des acides aminés, flavonoïdes, des stéroïdes et des acides gras,.
Le chlore est abondant dans l'eau de mer et on a trouvé plusieurs hydrocarbures chlorés simples tels que le dichlorométhane, le chloroforme et le tétrachlorure de carbone dans des algues. 
La majorité du chlorométhane de l'environnement est naturellement issu de la décomposition biologique, des feux de forêt ainsi que des volcans
L'épibatidine est un organochloré naturel (alcaloïde) isolé chez la rainette, qui est un puissant analgésique. Il a stimulé la recherche de nouveaux médicaments anti-douleur.

## Impacts environnementaux et sanitaires
Comme les métaux lourds et certains métalloïdes auxquels ils peuvent ajouter leurs effets négatifs, les organochlorés massivement synthétisés par l'Homme et dispersés dans l'environnement (eau, air, sols) sont d’importants contaminants des écosystèmes, du réseau trophique (on les retrouve en particulier très concentrés par les animaux situés en tête de chaîne alimentaire : oiseaux marins prédateurs et cétacés superprédateurs) et parfois de la chaîne alimentaire humaine.
Ils posent un double problème :
- Ils sont souvent extrêmement stables (pas ou peu biodégradables), ne se décomposent pas avant des décennies, et dans certains cas, des siècles. La plupart d'entre eux sont classés dans les « polluants organiques persistants ».
- Ils peuvent être cancérogènes, mutagènes et/ou reprotoxiques.
- Des produits accumulés dans les sols ou les sédiments, peuvent être mobilisés par les vers de terre, d'autres animaux fouisseurs, la volaille ou les porcs et sangliers et contaminer l'alimentation humaine en causant par exemple des cancers tels que les myélomes multiples à la Martinique[7].
- Ils sont pour la plupart toxiques à très toxiques ou éco-toxiques ; ils sont bioaccumulables et sont facilement stockés dans les graisses. De plus, pour la plupart, ils franchissent facilement les muqueuses pulmonaires, intestinales et les barrières cutanées ou placentaires.

Au moment où le dieldrine fut interdit en 1974, la Food and Drug Administration en retrouva dans 96 % de la viande, de la volaille et du poisson consommé aux États-Unis, dans 85 % des produits laitiers et dans la chair de 99,5 % des Américains.
Une recherche menée de 2009 à 2011 sur un pilote industriel a permis de valider la solution du traitement des organochlorés par un système de filtres plantés. Ce projet de Phytorestore a été mené avec l'Université de Savoie, le CNRS et le Laboratoire d'écologie alpine. Les essais ont été réalisés avec des effluents issus de nappes polluées aux organochlorés et ces derniers ont été éliminés à 99 % et l'accumulation dans les plantes se serait avérée négligeable.